# Jüdischer Friedhof (Hersel)

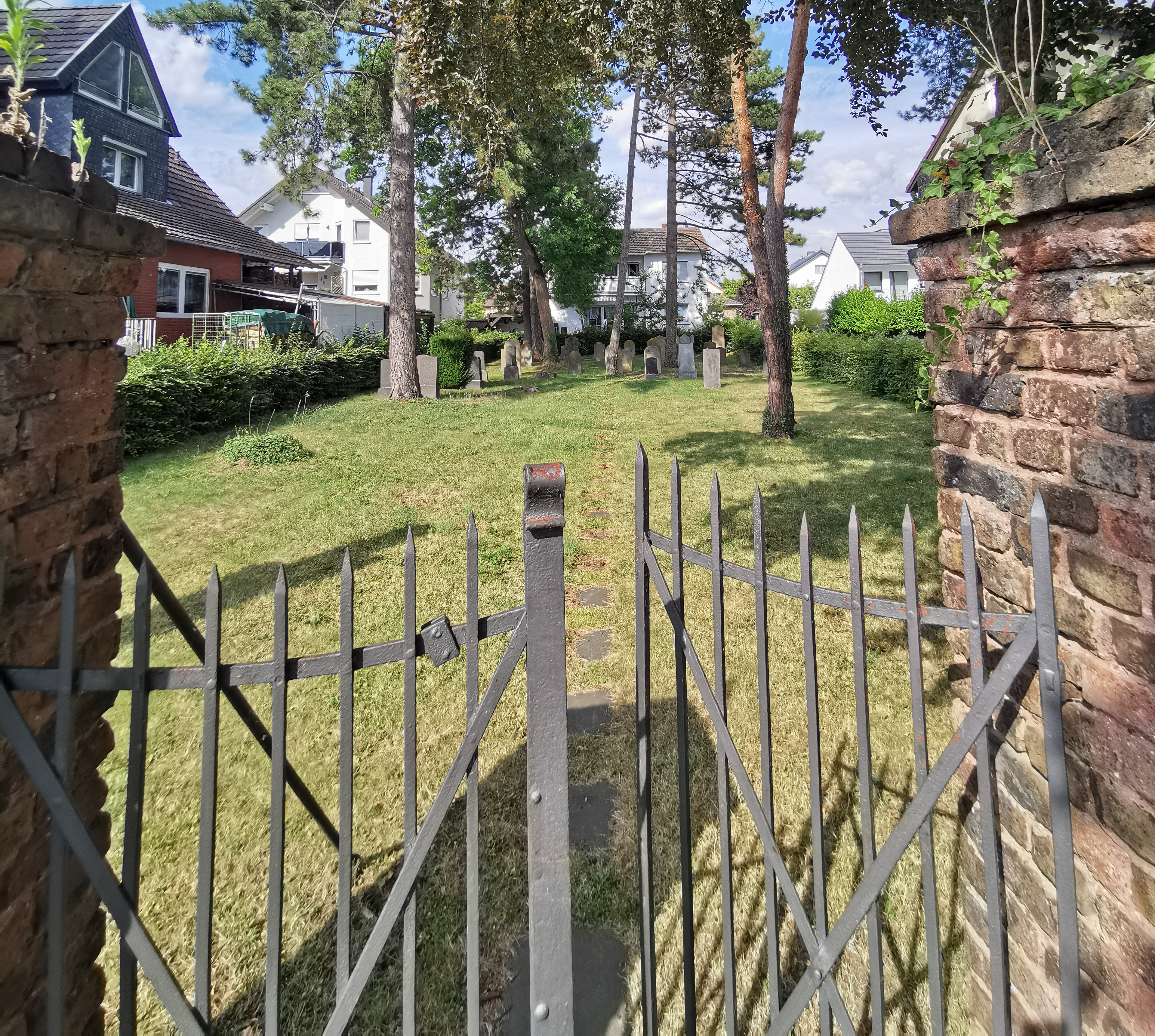
Jüdischer Friedhof Hersel (2025)

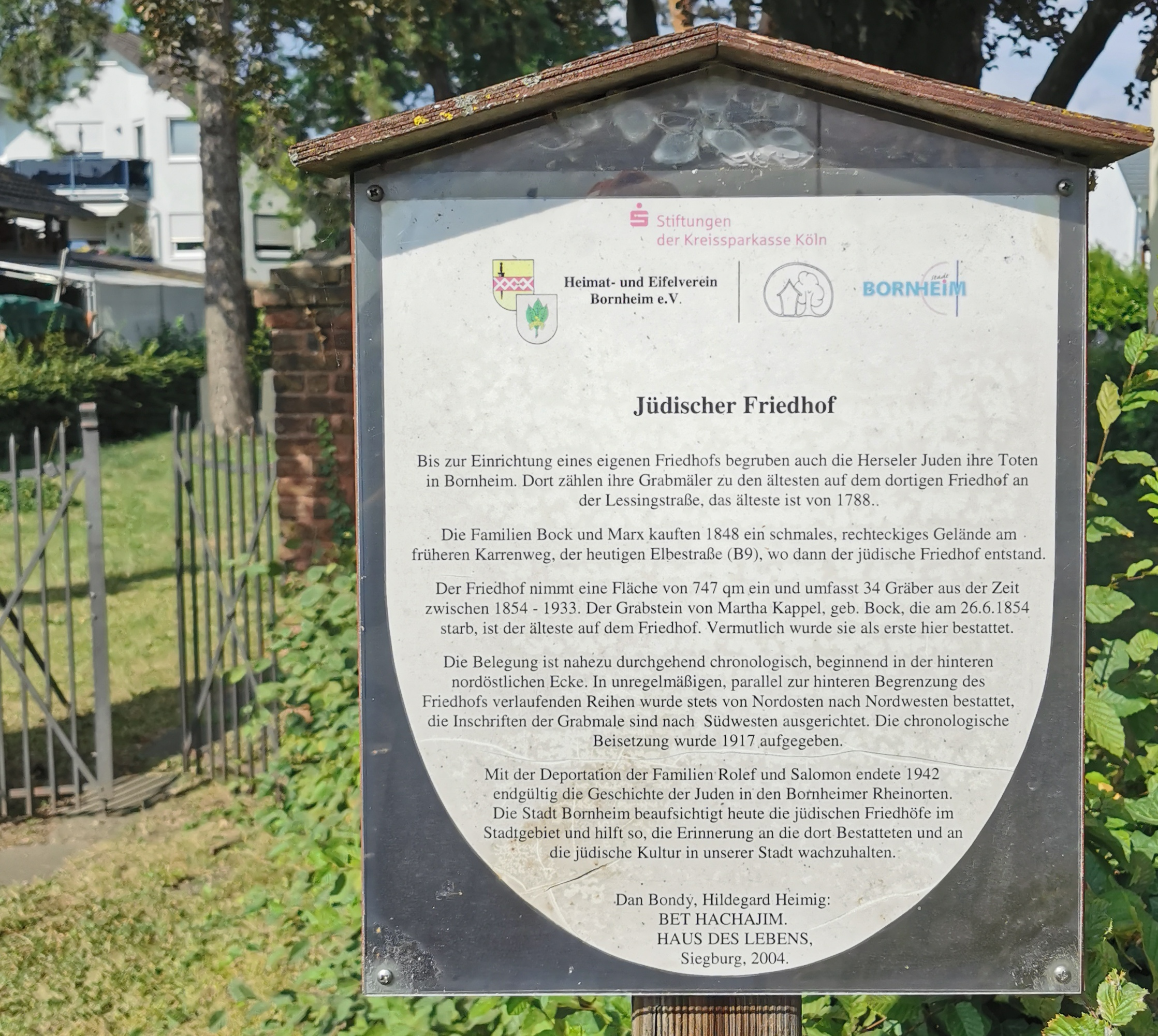
Jüdische Friedhof Hersel (historische Darstellung)

Der Jüdische Friedhof Hersel liegt im Ortsteil Hersel der Gemeinde Bornheim im Rhein-Sieg-Kreis (Nordrhein-Westfalen).
Der jüdische Friedhof wurde vom 16. Jahrhundert bis 1942 belegt. Es sind noch 33 Grabsteine (Mazewot) vorhanden.